# Capitano di Castello
Als Capitano di Castello wird das Oberhaupt der Verwaltung einer Gemeinde in der Republik San Marino bezeichnet, das im Prinzip mit den gleichen Funktionen wie ein Bürgermeister in Italien ausgestattet ist. 

## Wahlen
Ein Capitano di Castello kann jedoch nicht zugleich Mitglied des Großen und Allgemeinen Rates sein und wird durch öffentliche Wahlen in sein Amt gewählt. Nach dem Gesetz vom 24. Februar 1994 werden die Kandidaten spätestens 65 Tage vor der Wahl in einer Liste durch das Amt Ufficio di Stato Civile, Servizi demografici ed Elettorali veröffentlicht.  
Jedes Castello (Gemeinde) wird durch den Vorsitz des Capitano geführt. Der Gemeinderat (Giunta) wird aus weiteren Mitgliedern gebildet. Gemeinden mit einer Bevölkerung von weniger als 2.000 Einwohnern haben sieben Ratsmitglieder. Bei Castelli mit mehr als zweitausend Einwohnern hat der Rat neun Mitglieder. 
Räte und die Capitani di Castello werden alle fünf Jahre durch eine direkte Abstimmung durch die Bürger, älter als 18 Jahre, von San Marino gewählt. Gewählt ist der Kandidat mit den meisten Stimmen. Im Falle der Stimmengleichheit findet ein zweiter Wahlgang zwischen den beiden Kandidaten statt. Bei weiterer Gleichheit ist das Alter der Kandidaten entscheidend.

## Aufgaben
Die Capitani di Castello haben beratende, fördernde Funktionen und sind für die Verwaltung von lokalen Dienstleistungen zuständig. Sie können als Teil des Territoriums und der Bevölkerung innerhalb ihres Castello handeln. Zu ihren Aufgaben gehören auch die Einberufung und der Vorsitz über die Sitzungen des Verwaltungsrats, die Festlegung der Tagungsordnung, sie delegieren Aufgaben und erstatten Bericht an den Kongress. Gemeinsam mit dem Rat verwalten sie das Budget des Verwaltungsrates und führen die Gesetzesinitiative durch.  
Ratsmitglieder können durch Referendum ihre Meinungen zum Staatshaushalt zum Ausdruck bringen. Die Bürger der Gemeinden haben dabei die Gelegenheit, dem Capitano di Castello Vorschläge und Gesuche von allgemeinem Interesse zu unterbreiten. Die gesetzgebende Gewalt wird jedoch vom Consiglio Grande e Generale ausgeübt.
San Marino ist in neun Giunte (Gemeindebezirke), die den alten Kirchspielen aus dem 14. Jahrhundert entsprechen, unterteilt, die jeweils von einem Capitano di Castello geleitet werden:

## Giunte di Castello
| Castello            | Fläche (km²) | Einwohner |
| ------------------- | ------------ | --------- |
| Città di San Marino | 7,09         | 4211      |
| Acquaviva           | 4,86         | 2104      |
| Borgo Maggiore      | 9,01         | 6640      |
| Chiesanuova         | 5,46         | 1090      |
| Domagnano           | 6,62         | 3265      |
| Faetano             | 7,75         | 1179      |
| Fiorentino          | 6,57         | 2537      |
| Montegiardino       | 3,31         | 911       |
| Serravalle          | 10,53        | 10601     |